# Elektroniczna mapa nawigacyjna

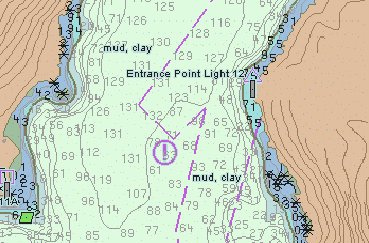
Electronic Navigational Chart (NOAA)

Electronic Navigational Chart (ENC, elektroniczna mapa nawigacyjna) – jest to tradycyjna mapa morska lub wybrane jej elementy, które przetworzone są na postać cyfrową przechowywaną w pamięci komputera. 
Mapa umożliwia wygenerowanie fragmentu mapy na ekranie monitora. Jest oryginalną bazą danych standaryzowaną, co do zawartości, struktury i formatu, wydawana jest przez upoważnione biura hydrograficzne. Zawiera informacje umożliwiające bezpieczną żeglugę. 
ENC jest jednym z elementów ECDIS (ang. Electronic Chart Display and Information System), czyli systemu zobrazowania elektronicznej mapy i informacji nawigacyjnej, który jest nawigacyjnym systemem informacyjnym. Jeżeli system spełnia wymóg dotyczący posiadania zaktualizowanych map określony prawidłem V/20 Konwencji SOLAS 1974, zdolny jest do zobrazowania wybranej informacji z wewnątrzsystemowej bazy danych SENC (ang. System Electronic Navigational Chart) oraz informacji pozycyjnej pochodzącej z innych sensorów, przykładowo GPS.